# صحاري الأغذية مصنفة حسب البلد

## إفريقيا
تعد صحاري الأغذية الإفريقية معقدة بسبب تسارع التحضر، والطرق المختلفة التي يحصل بها الأفراد علي الغذاء من خلال أسواق الاقتصاد الغذائي الرسمية وغير الرسمية، والديناميكية العائلية للمنزل، والآثار الاجتماعية والسياسية والاقتصادية الإفريقية. وقد عُرفت الصحاري الغذائية الإفريقية بأنها "الأحياء الفقيرة وغير الرسمية في كثير من الأحيان والتي تتميز بانعدام الأمن الغذائي والتنوع الغذائي المنخفض، مع الأسواق المتعددة ومصادر الغذاء غير السوقية ولكن تختلف إمكانية الأسر في الوصول إليها.
تعريف الصحراء الغذائية غالبًا ما يرتبط بالمسافة بين السكان وأقرب متجر مركزي. في الدول الغربية، تسود المتاجر المركزية علي التجار والبائعين ولكن تنعكس الأوضاع داخل إفريقيا، حيث يوجد في بعض المناطق اقتصاد غير رسمي يتوفر فيه التجار والبائعون داخل المناطق التي يعيشون فيها وفي المناطق المحلية الأخرى. كما تلعب الزراعة الحضرية دورًا كبيرًا داخل إفريقيا حيث يُمارس الرعي علي نطاق واسع – فالسكان يرفعون ماشيتهم الخاصة ويزرعون غذائهم الخاص الذي يخلق نظم نقل الأغذية الريفية-الحضرية غير الرسمية. وتتفاوت هذه الممارسات في جميع أنحاء إفريقيا ولكنها لا تزيد من الأمن الغذائي، وتحد من موارد المجتمعات المحلية لإنشاء صحراء للغذاء. ولاتزال الأسر منخفضة الدخل تتبع تلك الطرق للحصول على مصدر غذائها، على الرغم من زيادة المتاجر المركزية في كل من المناطق الحضرية والريفية والتي تقضي على هذه الطرق.
وتبعًا لذلك، يمكن للأسر التي تعيش معًا في صحاري الطعام أن تحصل على مصدر الغذاء بطرق مختلفة في معظم الأحياء التي تضم مزيجًا من المستويات المختلفة للدخل. أولئك الذين لديهم دخل أعلى لديهم فرص أفضل للوصول إلى وسائل النقل وحظ أوفر للتسوق في محل البقالة الأقرب. ولكن الأسر ذات الدخل المنخفض تلجأ إلى التمسك بمصادر الغذاء التي تحصل عليها من البائعين المحليين الأكثر محدودية في ساعات العمل أو من خلال الرعي. وجدت الشبكة الحضرية للأمن الغذائي الإفريقي أن ما يقرب من 70% من الأسر الإفريقية الفقيرة تحصل على جزء من احتياجاتها الغذائية من الباعة والتجار و 79% من هذه الأسر تستخدم متاجر مركزية. وعندما أُخذت هذه الدراسات في الحسبان، تبين أن الأفارقة الفقراء يستخدمون الباعة غير الرسميين في أغلب الأحيان لمعظم احتياجاتهم ويذهبون إلى المتاجر المركزية لشراء كميات كبيرة من المواد الأساسية.
ومع مساهمه النمو الاقتصادي في بناء متاجر مركزية وممارسات أخرى للتجديد الحضري، فإن مساحة الأرض مأخوذة من المجتمعات الرعوية التي تنمو وتحصد غذائها وتخفض الموارد التي يستخدمها الباعة للحصول علي المنتجات التي يبيعونها، مما يحد ممارساتها التجارية ويتسبب في صحاري الغذاء في إفريقيا. النظم الغذائية الحديثة في المدن والعواصم قادمة في طريق التغيير السريع وزعزعة استقرار ممارسات انعدام الأمن الغذائي المرتفعة بالفعل في القارة.
وتشير نتائج الدراسات الاستقصائية للشبكة الحضرية للأمن الغذائي الإفريقي إلى وجود مجموعة واسعة من العوامل المختلفة التي تؤثر على الوصول إلى الغذاء مثل النوع الاجتماعي ومستوى المعيشة والتعليم. فالأسر التي يعولها رجل لديها فرص أكبر للوصول للغذاء عن تلك التي تعيلها امرأة ويرجع ذلك إلى السياسات الاجتماعية والاقتصادية ضد النساء والتي لا تؤثر على المرأة الغربية الحديثة والتي تتمتع بفرص مادية أفضل. ومن المرجح أن تكون المرأة الإفريقية المعيلة أكثر عرضة لانعدام الأمن الغذائي، حيث تقل قدرتهن على التنقل داخل إفريقيا فبالتالي يعتمدن ممارسات أقل أمانًا في الحصول على الغذاء.

### جنوب إفريقيا

#### مشاكل النقل
وتعاني المدن الإفريقية من الانقسام بدرجة كبيرة مما يؤدي إلى اضطرار الفقراء إلى استخدام وسائل النقل العام للسفر مسافات شاسعة، وقضاء ما يصل إلى 3 ساعات في اليوم في الطريق. ومع إهدار الكثير من الوقت في المرور، فإنهم لا يملكون إلا وقتًا قليلًا للتسوق وإعداد الطعام وهذا يجبرهم علي شراء الأغذية الأكثر تكلفة والأقل قيمة غذائية والمُعدة بالفعل من الباعة المتجولين أو المطاعم. هذا الانقسام والتنقل يدفع العديد من الأفارقة الفقراء للتسوق من محلات البقالة في أماكن خارج بلدتهم. وأظهرت دراسة أجريت في سويتو في جوهانسبرغ في 2004 أن معظم فقراء الحضر ينفقون حوالي 50 في المائة من نفقاتهم في أماكن خارج المدن التي يقيمون فيها.

#### الآثار
قدرت الدراسة الاستقصائية لنفقات وإيرادات عام 1995 والتي أُجريت في جنوب إفريقيا أن معدل انعدام الأمن الغذائي يصل إلى 27% في المناطق الحضرية مقارنة بالمناطق الريفية والتي يصل إلى 62%. وأجرت دراسات لاحقة—مثل الدراسة الاستقصائية الوطنية لاستهلاك الأغذية لعام 1999 والدراسة الاستقصائية للمواقف الاجتماعية في جنوب إفريقيا عام 2008 - تقييمًا مستقلًا لمعدل انعدام الأمن الغذائي في المناطق الحضرية بما يقارب نصف المعدل الريفي. كما عملت 2000 دراسة استقصائية أجريت في كل من المقاطعة الشرقية الريفية والمقاطعة الغربية الريفية والمقاطعة الحضرية على تقدير انعدام الأمن الغذائي بنسبة 83، 69، 81 في المائة على التوالي.
وقد أخذت هذه الدراسة الاستقصائية في الاعتبار عوامل إفريقية حضرية أخرى بخلاف توزيع تجار التجزئة في الأسواق مثل المتاجر الكبرى لتشمل ميل السكان إلى استخدام مصادر الغذاء الرسمية علي القطاع غير الرسمي مثل الزراعة والأسواق المحلية.

## أوروبا
وكثيرا ما تسلط الأبحاث الأوروبية (غير البريطانية) -للوصول إلى الأغذية - الضوء علي مشكلة الفقر فيما يتعلق بالحصول علي نظام غذائي صحي. وقد لاحظت الأبحاث الفرنسية أن المستهلكين منخفضي الدخل لديهم ميل للوصول إلى سلع أكثر بأسعار معقولة مثل الأطعمة مرتفعة السعرات الحرارية، (أي الحبوب والحلويات والدهون المضافة) بدلًا من الأطعمهة الغنية بمصدر واحد من المغذيات.